# Guillaume Seignac

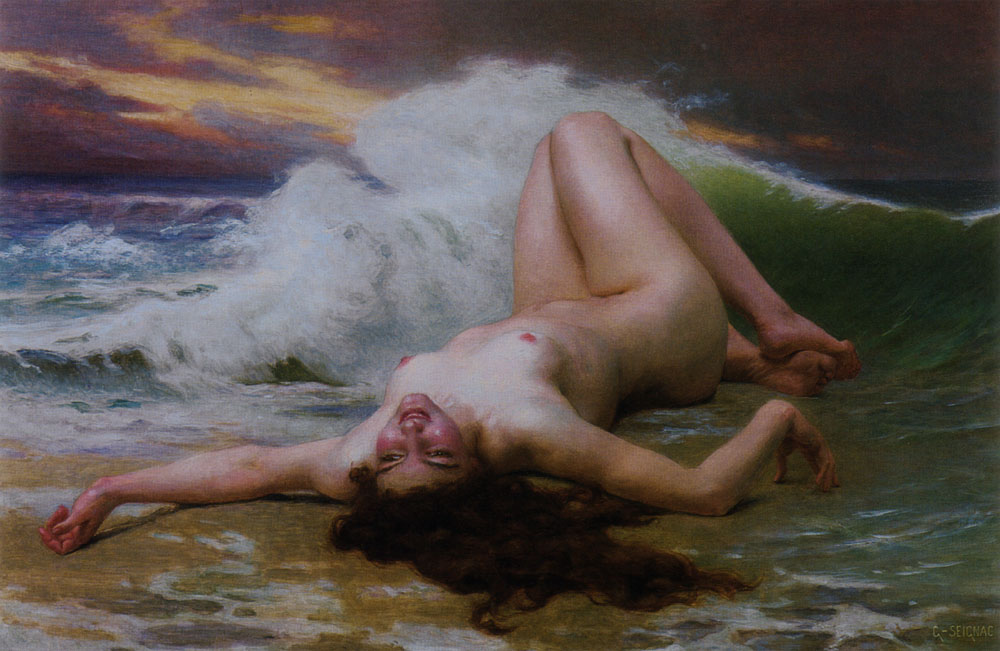
Fala

Guillaume Seignac (ur. 1870 w Rennes, zm. 1924 w Paryżu) – francuski malarz akademicki. Studiował w École des Beaux-Arts, wystawiał w paryskim Salonie, gdzie był wielokrotnie nagradzany. Malował akty, sceny rodzajowe, alegorie, poruszał również tematykę mitologiczną. Na jego twórczość największy wpływ miał William Bouguereau.